# Basketball Bundesliga de 1970–71
A Temporada 1970–71 da Basketball Bundesliga foi a 5.ª edição da principal competição de basquetebol masculino na Alemanha. A equipe do TuS 04 Leverkusen da Renânia do Norte-Vestfália conquistou o seu segundo título nacional.

## Equipes participantes
| Norte                 | Norte         | Sul                    | Sul               |
| Clube                 | Localização   | Clube                  | Localização       |
| --------------------- | ------------- | ---------------------- | ----------------- |
| TuS 04 Leverkusen     | Leverkusen    | MTV 1846 Giessen       | Giessen           |
| VfL Osnabrück         | Osnabruque    | USC Heidelberg         | Edelberga         |
| SSV Hagen             | Hagen         | FC Bayern München      | Munique           |
| MTV Wolfenbüttel      | Volfembutel   | TSV 1860 München       | Munique           |
| ASV Köln              | Colônia       | USC München            | Munique           |
| Berliner SV 1892      | Berlim        | 1. FC 01 Bamberg       | Bamberga          |
| BG Eurovia Buer       | Gelsenkirchen | PSV Grünweiß Frankfurt | Frankfurt am Main |
| Oldenburger TB        | Oldemburgo    | USC Mainz              | Mogúncia          |
| SSC Göttingen         | Gotinga       | SC REI Koblenz         | Coblença          |
| SV St. Georg von 1895 | Hamburgo      | TV Eppelheim           | Eppelheim         |

## Classificação Fase Regular

### Grupo Norte
| Pos. | Clube                 | Pts   | Pts+ : Pts- | Classificação                   |
| ---- | --------------------- | ----- | ----------- | ------------------------------- |
| 1    | TuS 04 Leverkusen     | 33:3  | 1600:1053   | Classificados para segunda fase |
| 2    | VfL Osnabrück         | 28:8  | 1530:1340   | Classificados para segunda fase |
| 3    | SSV Hagen             | 24:12 | 1446:1301   | Classificados para segunda fase |
| 4    | MTV Wolfenbüttel      | 24:12 | 1400:1211   | Classificados para segunda fase |
| 5    | ASV Köln              | 23:13 | 1224:1216   |                                 |
| 6    | Berliner SV 1892      | 18:18 | 1255:1248   |                                 |
| 7    | BG Eurovia Buer       | 14:22 | 1209:1337   | Rebaixados                      |
| 8    | Oldenburger TB        | 6:30  | 1233:1530   | Rebaixados                      |
| 9    | SSC Göttingen         | 6:30  | 1193:1595   | Rebaixados                      |
| 10   | SV St. Georg von 1895 | 4:32  | 1164:1423   | Rebaixados                      |

### Grupo Sul
| Pos. | Clube                  | Pts   | Pts+ : Pts- | Classificação                   |
| ---- | ---------------------- | ----- | ----------- | ------------------------------- |
| 1    | USC München            | 30:6  | 1558:1220   | Classificados para segunda fase |
| 2    | MTV 1846 Giessen       | 28:8  | 1618:1341   | Classificados para segunda fase |
| 3    | USC Heidelberg         | 26:10 | 1490:1342   | Classificados para segunda fase |
| 4    | FC Bayern München      | 22:14 | 1231:1226   | Classificados para segunda fase |
| 5    | 1. FC 01 Bamberg       | 20:16 | 1442:1399   |                                 |
| 6    | PSV Grünweiß Frankfurt | 18:18 | 1349:1283   | Rebaixados                      |
| 7    | USC Mainz              | 16:20 | 1417:1388   |                                 |
| 8    | TSV 1860 München       | 14:22 | 1356:1464   | Rebaixados                      |
| 9    | SC REI Koblenz         | 4:32  | 1167:1501   | Rebaixados                      |
| 10   | TV Eppelheim           | 2:34  | 1056:1520   | Rebaixados                      |

## Grupos de quartas de finais

### Grupo A
| Pos. | Clube            | V | D | Pts  | Pts+ : Pts- | Classificação       |
| ---- | ---------------- | - | - | ---- | ----------- | ------------------- |
| 1    | USC München      | 5 | 1 | 10:2 | 521:444     | Finalista           |
| 2    | USC Heidelberg   | 5 | 1 | 10:2 | 530:469     | Decisão de 3º Lugar |
| 3    | VfL Osnabrück    | 1 | 5 | 4:8  | 465:551     |                     |
| 4    | MTV Wolfenbüttel | 1 | 5 | 4:8  | 465:517     |                     |

### Grupo B
| Pos. | Clube             | V | D | Pts  | Pts+ : Pts- | Classificação       |
| ---- | ----------------- | - | - | ---- | ----------- | ------------------- |
| 1    | TuS 04 Leverkusen | 6 | 0 | 12:0 | 428:349     | Finalista           |
| 2    | MTV 1846 Giessen  | 4 | 2 | 8:4  | 445:441     | Decisão de 3º Lugar |
| 3    | SSV Hagen         |   |   |      |             |                     |
| 4    | FC Bayern München |   |   |      |             |                     |

## Finais
|  | Decisão de 3º colocado |                 |    |    |     |
|  |                        |                 |    |    |     |
|  | A2                     | USC Heidelberg  | 92 | 91 | 183 |
|  | B2                     | MTV 1846 Gießen | 99 | 96 | 195 |

|  | Final |                   |    |    |     |
|  |       |                   |    |    |     |
|  | A1    | USC München       | 85 | 51 | 136 |
|  | B1    | TuS 04 Leverkusen | 78 | 80 | 158 |

## Campeões da Basketball Bundesliga (BBL) 1970–71
| Campeões da BBL 1970–71      |
| ---------------------------- |
| TuS 04 Leverkusen 2.º título |

## Clubes alemães em competições europeias
| Clube             | Competição         | Resultado                                                  |
| ----------------- | ------------------ | ---------------------------------------------------------- |
| TuS 04 Leverkusen | Copa dos Campeões  | Eliminado na Segunda Fase por Ignis Vàrese (50-90;69-72)   |
| VfL Osnabrück     | FIBA Copa Europeia | Eliminado na Primeira Fase por Panathinaikos (52-89;73-89) |